# ブライアン・ラベージョ
ブライアン・マルティン・ラベージョ・メージャ（Bryan Martín Rabello Mella, 1994年5月16日 - ）は、チリ・ランカグア出身の同国代表サッカー選手。アトロミトスFC所属。ポジションはMF。

## 経歴
2003年からチリのCSDコロコロのユースチームでキャリアをスタートさせ、2009年にトップチームに昇格した。2012年、スペインのセビージャFCに移籍した。2015年2月3日、セグンダ・ディビシオンのCDレガネスに期限付き移籍で加入した。

## 代表歴
チリ代表として各年代でプレーし、2013年に南米ユース選手権、2013 FIFA U-20ワールドカップに出場した。

## 所属クラブ
- CSDコロコロ 2009-2012
- CSDコロコロB 2012
- セビージャ・アトレティコ 2012-2013
- セビージャFC 2012-2015

→ デポルティーボ・ラ・コルーニャ 2014 (loan)
→ FCルツェルン 2014 (loan)
→ CDレガネス 2015 (loan)
- サントス・ラグナ 2015-2017

→ UNAMプーマス 2017 (loan)
- ロボス・デ・ラ・BUAP 2018-2019
- CDウニベルシダ・デ・コンセプシオン 2019-2020
- アトロミトスFC 2020-

## 個人成績

### クラブでの成績
| クラブ                   | シーズン | リーグ | リーグ | カップ | カップ | 国際大会 | 国際大会 | 通算 | 通算 |
| クラブ                   | シーズン | 出場   | 得点   | 出場   | 得点   | 出場     | 得点     | 出場 | 得点 |
| ------------------------ | -------- | ------ | ------ | ------ | ------ | -------- | -------- | ---- | ---- |
| CSDコロコロ              | 2009     | 0      | 0      | 1      | 0      | -        | -        | 1    | 0    |
| CSDコロコロ              | 2010     | 6      | 1      | 1      | 0      | 1        | 0        | 8    | 1    |
| CSDコロコロ              | 2011     | 6      | 0      | 2      | 0      | 0        | 0        | 8    | 0    |
| CSDコロコロ              | 2012     | 7      | 1      | –      | –      | –        | –        | 7    | 1    |
| CSDコロコロ              | 通算     | 19     | 2      | 4      | 0      | 1        | 0        | 24   | 2    |
| CSDコロコロB             | 2012     | 3      | 0      | –      | –      | –        | –        | 3    | 0    |
| CSDコロコロB             | 通算     | 3      | 0      | –      | –      | –        | –        | 3    | 0    |
| セビージャ・アトレティコ | 2012–13  | 15     | 1      | 0      | 0      | –        | –        | 15   | 1    |
| セビージャ・アトレティコ | 通算     | 15     | 1      | 0      | 0      | –        | –        | 15   | 1    |
| 総通算                   | 総通算   | 37     | 3      | 4      | 0      | 1        | 0        | 42   | 3    |

## タイトル
クラブ
 CSDコロコロ
- プリメーラ・ディビシオン (1): 2009 クラウスーラ

 サントス・ラグナ
- カンペオン・デ・カンペオーネス (1): 2015
- リーガMX (1): 2018 クラウスーラ